# 潮見茂樹
潮見 茂樹（うしおみ しげき、1878年（明治11年）2月26日 - 没年不詳）は、大日本帝国海軍法務官。

## 経歴
山口県出身。1904年（明治37年）、京都帝国大学法科大学を卒業して司法官試補となった。主理試補、主理、舞鶴鎮守府軍法会議附、呉鎮守府軍法会議附、鎮海要港部附・佐世保鎮守府軍法会議附、佐世保鎮守府軍法会議法務官・法務長、呉鎮守府軍法会議法務官・法務長、横須賀鎮守府軍法会議法務官・法務長、高等軍法会議法務官・東京軍法会議法務官、海軍省法務局長を歴任した。1941年（昭和16年）、退官。